# KkStB 133
| ÖNWB IVa und IVb / kkStB 133 / ČSD 311.2                    | ÖNWB IVa und IVb / kkStB 133 / ČSD 311.2 | ÖNWB IVa und IVb / kkStB 133 / ČSD 311.2 | ÖNWB IVa und IVb / kkStB 133 / ČSD 311.2 | ÖNWB IVa und IVb / kkStB 133 / ČSD 311.2 | ÖNWB IVa und IVb / kkStB 133 / ČSD 311.2 | ÖNWB IVa und IVb / kkStB 133 / ČSD 311.2 |
| ----------------------------------------------------------- | ---------------------------------------- | ---------------------------------------- | ---------------------------------------- | ---------------------------------------- | ---------------------------------------- | ---------------------------------------- |
| ÖNWB IVa No. 110 „Paka“                                     |                                          |                                          |                                          |                                          |                                          |                                          |
| ÖNWB IVb No. 107 „Semil“ später kkStB 133.07 nach Reko 1889 |                                          |                                          |                                          |                                          |                                          |                                          |
| Technische Daten                                            |                                          |                                          |                                          |                                          |                                          |                                          |
| Bauart                                                      | C n2                                     | C n2                                     | C n2                                     | C n2                                     | C n2                                     | C n2                                     |
|                                                             | IVa 1858                                 | IVa 1886                                 | IVb Reko 1887/90                         | IVb 1898                                 | IVb Reko 1887/90                         | IVb 1898                                 |
|                                                             |                                          |                                          | No. 101–108                              |                                          | No. 109–112                              |                                          |
| Zylinder-Ø                                                  | 410 mm                                   | 410 mm                                   | 410 mm                                   | 410 mm                                   | 410 mm                                   | 410 mm                                   |
| Kolbenhub                                                   | 610 mm                                   | 610 mm                                   | 610 mm                                   | 610 mm                                   | 610 mm                                   | 610 mm                                   |
| Treibrad-Ø                                                  | 1389 mm                                  | 1389 mm                                  | 1384 mm                                  | 1384 mm                                  | 1384 mm                                  | 1384 mm                                  |
| Laufrad-Ø vorne                                             | –                                        | –                                        | –                                        | –                                        | –                                        | –                                        |
| Laufrad-Ø hinten                                            | –                                        | –                                        | –                                        | –                                        | –                                        | –                                        |
| fester Radstand                                             | 3050 mm                                  | 3050 mm                                  | 3050 mm                                  | 3050 mm                                  | 3050 mm                                  | 3050 mm                                  |
| Gesamtradstand                                              | 3050 mm                                  | 3050 mm                                  | 3050 mm                                  | 3050 mm                                  | 3050 mm                                  | 3050 mm                                  |
| Gesamtradstand + Tender                                     | k. A.                                    | k. A.                                    | 9768 mm                                  | 9768 mm                                  | 10020 mm                                 | 10020 mm                                 |
| Heizfl. d. Rohre                                            | 85,5 m²                                  | 99,0 m²                                  | 99,5 m²                                  | 90,1 m²                                  | 99,5 m²                                  | 90,1 m²                                  |
| Heizfl. d. Feuerbüchse                                      | 7,7 m²                                   | 7,1 m²                                   | 6,9 m²                                   | 6,9 m²                                   | 6,9 m²                                   | 6,9 m²                                   |
| Rostfl.                                                     | 1,25 m²                                  | 1,46 m²                                  | 1,55 m²                                  | 1,55 m²                                  | 1,55 m²                                  | 1,55 m²                                  |
| Dampfdruck                                                  | 7                                        | 7                                        | 10                                       | 10                                       | 10                                       | 10                                       |
| Gewicht (leer)                                              | 28,0 t                                   | 28,0 t                                   | 31,0 t                                   | 31,0 t                                   | 31,0 t                                   | 31,0 t                                   |
| Adhäsionsgewicht                                            | 30,75 t                                  | 30,75 t                                  | 33,50 t                                  | 33,50 t                                  | 33,50 t                                  | 33,50 t                                  |
| Dienstgewicht                                               | 30,75 t                                  | 30,75 t                                  | 33,50 t                                  | 33,50 t                                  | 33,50 t                                  | 33,50 t                                  |
| Dienstgewicht + Tender                                      | 55,6 t                                   | 55,6 t                                   | 54,2 t                                   | 54,2 t                                   | 57,3 t                                   | 57,3 t                                   |
| Wasser                                                      | 8,9 m³                                   | 8,9 m³                                   | 3,0 m³                                   | 3,0 m³                                   | 4,0 m³                                   | 4,0 m³                                   |
| Kohle                                                       | 6,0 m³                                   | 6,0 m³                                   | 8,1 m³                                   | 8,1 m³                                   | 9,0 m³                                   | 9,0 m³                                   |
| Länge                                                       | k. A.                                    | 8,142 m                                  | 8,611 m                                  | 8,611 m                                  | 8,426 m                                  | 8,426 m                                  |
| Länge + Tender                                              | k. A.                                    | 13,777 m                                 | 14,150 m                                 | 14,150 m                                 | 14,341 m                                 | 14,341 m                                 |
| Höhe                                                        | 4,550 m                                  | 4,550 m                                  | 4,510 m                                  | 4,510 m                                  | 4,510 m                                  | 4,510 m                                  |
| Vmax                                                        | 50 km/h                                  | 50 km/h                                  | 50 km/h                                  | 50 km/h                                  | 50 km/h                                  |                                          |

Die Dampflokomotivreihe kkStB 133 waren Güterzug-Schlepptenderlokomotiven der kkStB, die ursprünglich von der ÖNWB (SNDVB) stammten.
Die 28 Maschinen der Bauart C wurden von der Lokomotivfabrik Hartmann in Chemnitz 1858/1859 geliefert.
Da sie auch Personenzüge führen sollten, erhielten sie größere Räder.
1870 wurden vier weitere Maschinen von Hartmann nachgeliefert.
Bei der ÖNWB bildeten sie die Reihe IVa und erhielten die Nummern 101–130.
Die Lokomotiven hatten Innenrahmen und Innensteuerung.
1887–1890 wurden zwölf Maschinen rekonstruiert, wobei ein stärkerer Kessel zum Einbau kam, der Sanddom versetzt und ein besseres Führerhaus installiert wurde.
Diese Lokomotiven wurden nun von der ÖNWB als Reihe IVb bezeichnet.
Zwischen 1891 und 1896 wurde ein Großteil der Maschinen ausgemustert.
Als nur mehr Lokomotiven der Reihe IVb verblieben, wurden sie als Reihe IV bezeichnet.
Nach der Verstaatlichung 1909 reihte die kkStB die zwölf Maschinen als Reihe 133 ein,
sechs davon kamen nach dem Ersten Weltkrieg zur ČSD, die nur mehr zwei Stück in ihr Schema als 311.2 aufnahm.
Sie wurden 1927 kassiert.
Die Lokomotiven dieser Reihe waren mit Tendern der Reihen 11 und 24 gekuppelt.